# Cryptoloba aerata
Cryptoloba aerata är en fjärilsart som beskrevs av Moore 1867. Cryptoloba aerata ingår i släktet Cryptoloba och familjen mätare. Inga underarter finns listade i Catalogue of Life.